# Luis Cabrera Herrera
Luis Gerardo Cabrera Herrera, OFM (Azogues, 11. listopada 1955.), ekvadorski je prelat Katoličke Crkve koji je od 2015. nadbiskup Guayaquila.
Papa Franjo je 6. listopada 2024. objavio da ga planira imenovati kardinalom 8. prosinca, datum koji je kasnije promijenjen na 7. prosinca. On je šesti Ekvadorac koji je imenovan kardinalom.